# You Belong with Me
«You Belong with Me» (En español: «Tu perteneces a mi lado») es una canción country pop interpretada por la cantante estadounidense Taylor Swift. Fue coescrita por Swift y Liz Rose y producida por Nathan Chapman con la ayuda de Swift. Fue publicada el 20 de abril de 2009 por Big Machine Records como el tercer sencillo del segundo álbum de estudio de Swift, Fearless (2008). Swift se inspiró para escribir «You Belong with Me» después de escuchar a un amigo suyo discutiendo con su novia a través de una llamada telefónica; ella continuó desarrollando una historia después. La canción contiene muchos elementos de la música pop y sus letras tienen a Swift deseando un interés de amor fuera de su alcance.
La recepción crítica a «You Belong with Me» fue de variada a positiva. La canción ganó a canción favorita en los Kids' Choice Awards de 2010 y recibió nominaciones a los premios Grammy ese mismo año por canción del año, grabación del año y mejor interpretación vocal pop femenina. «You Belong with Me» disfrutó de un éxito comercial también; se convirtió en un top 10 en Australia, Canadá, Nueva Zelanda y Estados Unidos. En los Estados Unidos, la canción se convirtió en el segundo sencillo mejor posicionado de Swift en el Billboard Hot 100 hasta la fecha y el tercer sencillo más vendido de Swift. Se las arregló para ganar la mayor audiencia de la radio desde que «Breathe» de Faith Hill lo hizo en el 2000. El sencillo fue certificado de platino seis veces por la Recording Industry Association of America (RIAA). La canción es uno de los sencillos más vendidos en el mundo, con ventas mundiales de más de 5,1 millones de unidades según la IFPI.
El video musical de la canción fue dirigido por Roman White. En él aparece Swift interpretando a dos personajes, una nerd (la protagonista y narradora) y una chica popular (la antagonista y novia), mientras que el actor estadounidense Lucas Till interpretó al protagonista masculino. La trama del vídeo se centra en la protagonista que ama en secreto al protagonista masculino, aunque él tiene una novia. El vídeo ganó el MTV Video Music Award al mejor video femenino en los MTV Video Music Awards de 2009, pero durante el discurso de aceptación de Swift, el rapero Kanye West la interrumpió, protestando en apoyo de Beyoncé Knowles. El incidente causó una reacción en los medios de comunicación, en la que la mayoría de la gente vino a la defensa de Swift. La canción fue interpretada en directo en numerosos lugares, incluyendo el Fearless Tour (2009-10), donde fue el número de apertura. Fue versionada por varios artistas, incluyendo a Butch Walker y Selena Gomez & the Scene, y parodiada por Weird Al Yankovic.

## Historia
Swift se inspiró para "You Belong With Me" después de escuchar a un amigo de ella hablar con su novia a través de una llamada telefónica. Él actuaba en defensiva mientras su novia le gritaba, y él le dijo, "No, cariño...Tengo que dejar el teléfono rápido...Traté de llamarte de vuelta... Por supuesto que te amo. ¡Más que a nada! Cariño, lo siento". De la simpatía que ella sentía hacia él en la situación, Swift desarrolló el concepto de la canción. En una sesión de composición con Liz Rose, Swift explicó la situación junto a su idea y creó la línea de apertura en la canción, "You’re on the phone with your girlfriend / she’s upset, going off about something that you said". Juntas, desarrollaron una historia, que describía a Swift estando enamorada de un amigo y tener deseo por él en que se separe de su novia. Swift describió el concepto de la canción como "básicamente sobre querer a alguien quién está con una chica quién no lo aprecia para nada. Básicamente como 'la chica de al lado'. Te gusta el chico quién lo tienes por toda tú vida, y lo conoces mejor que ella, pero de alguna manera la chica popular tiene el chico siempre". Swift recordó, "Fue muy divertido para nosotros escribir la línea, She wears short skirts, I wear T-shirts. Fue lanzado como sencillo promocional de Fearless el 4 de noviembre del 2008 como parte del Countdown to Fearless, una campaña exclusiva por la tienda iTunes; la canción fue lanzada como tercer sencillo de Fearless el 21 de abril del 2009.

## Composición
"You Belong With Me" es una canción country pop con una duración de tres minutos y cuarenta y ocho segundos. De acuerdo a Kate Kiefer de la revista Paste, es una canción pop muy rítmica". La canción se establece en tiempo común y tiene un ritmo moderado de 130 tiempos por minuto. Está escrita en la tonalidad de Sol bemol mayor y Swift canta en un rango de dos octavas, de Sol♭3 a Re♭5. Leah Greenblatt de Entertainment Weekly sintió que la voz de Swift era suave y gangosa, mientras que la melodía era "cadenciosa". Sigue la progresión de acordes G♭–D♭–A♭m-C♭.
La letra de "You Belong With Me" se alterna entre tres modos de narración, donde ella habla de sí misma, un amigo quién tiene un amor no correspondido, y su novia. Greenblatt describió el papel de Swift como la narradora, con la canción siendo un relato con música, que describe sobre el amor y los chicos "siendo difícil de atrapar". Craig Rosen de The Hollywood Reporter cree que "You Belong With Me" es una trama "confesional" y se refiere a escenarios temáticos con la secundaria, mientras que Swift "es la chica de la casa de al lado quién tiene el corazón roto y toma refugio en su música". Lucy Davies de BBC notó, "Swift se ocupa en las imágenes prosaicas de los chicos de secundaria". En un verso, Swift se contrasta a sí misma con la novia de su amigo y dice, "She wears high heels, I wear sneakers / She's cheer captain, I'm on the bleachers", que Davies interpretó como el sentimiento de la protagonista en la canción con envidia hacia las porristas, en particular, la chica que sale con su amigo.

## Críticas

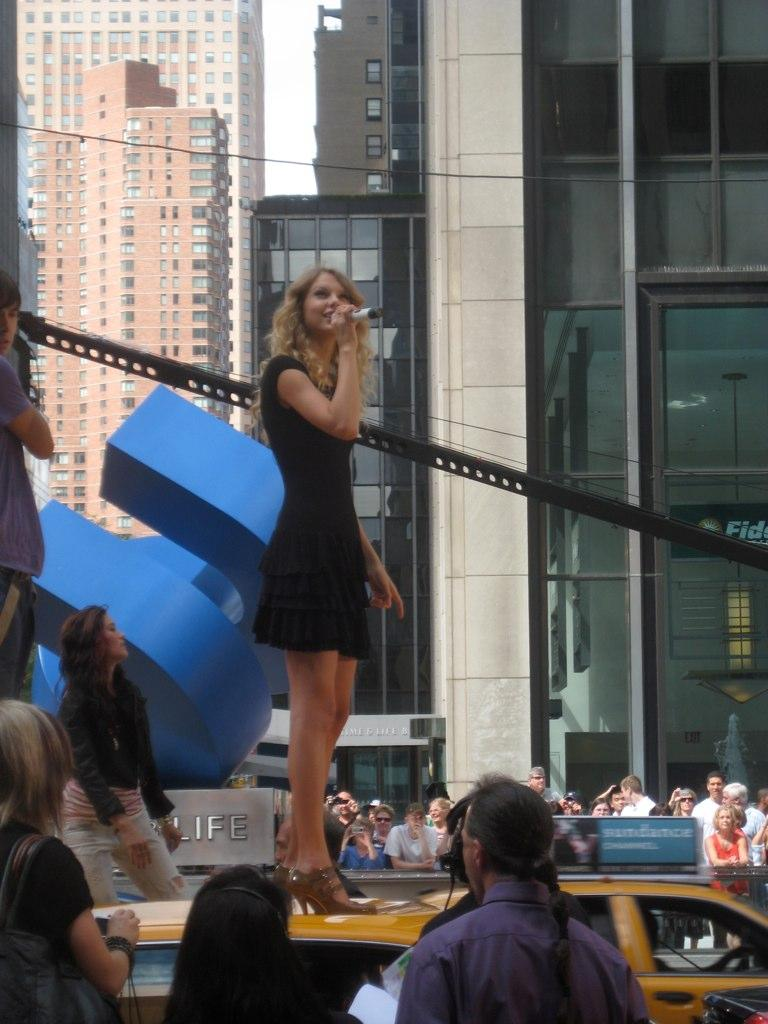
Taylor Swift presentando "You Belong With Me" en los ensayos para los premios MTV Video Music Awards del 2009.

La canción recibió críticas positivas de los críticos. Por ejemplo, Sean Dooley de About.com llamó "You Belong With Me" como "una de las mejores canciones de Fearless, mientras que Johnny Davis de The Observer creyó que algunas partes de la canción "podría agujerear los oídos de británicos", aunque él sintió que era mejor que los lanzamientos de sencillos por la cantante pop Hilary Duff. Lucy Davis de BBC no se impresionó por el tema de la canción por ser similar a otras canciones en Fearless o de su álbum debut, Taylor Swift. Ella opinó que las letras de "You Belong With Me" "tiene algunos colores de paleta [...] y es repetitivo". Jonathan Keefe de la revista Slant dijo, "'You Belong With Me' no es la mejor canción escrita, pero es difícil en echar culpa a su construcción".
Un editor de The St. Petersburg Times también lo describió como un sonido similar con otros éxitos: "Ella anhela por un chico quién no la ama o quiere dejar la pequeña ciudad". Josh Love de The Village Voice pensó "hay sabiduría sobrenatural y exclusividad" y que la letra y el tema de "You Belong With Me"; Love también mencionó que era una de las "mejores canciones" de Fearless. Leah Greenblatt de Entertainment Weekly dijo que la voz de Swift encajaba con la melodía de la canción y los instrumentos, que, de acuerdo a ella, es "pegajosa" y "amistosa con la radio". Rob Sheffield de la revista Blender recomendó a los lectores en descargar la canción, y Jeniffer Webb, también de About.com, predijo que la canción llegaría a los diferentes grupos de edades. Webb dijo, "Continúa con la tradición de la artista en tener un poco de todos, así que no es de extrañar que tenga una gran base de fans".

### Premios y nominaciones
En los Premios Grammy en la gala número 52, "You Belong With Me" recibió nominaciones para tres premios. La canción recibió la nominación por Canción del Año, pero perdió contra "Single Ladies (Put a Ring on It)" de Beyoncé Knowles, el premio para Grabación del Año, y por el premio de Mejor Presentación Pop Femenina, pero perdió contra Knowles, con "Halo". "You Belong With Me" ganó en Canción Favorita en Kids Choice Awards 2010 y estuvo nominada para Canción del Año en Academia de Premios de Música Country, en la gala número 45.

## Posiciones
Tras su lanzamiento como sencillo promociona, en la semana que finalizó el 22 de noviembre de 2008, "You Belong With Me" debutó en el número veinte en Billboard Hot 100 por ventas de 172 000 en descargas digitales, empatando con los Jonas Brothers por la mayoría de debuts en top 20 en el 2008, un récord que ella más tarde venció; la canción cayó de Billboard Hot 100 en la semana siguiente. Tras su lanzamiento como sencillo, la canción entró de nuevo a Billboard Hot 100 en el número ochenta y siete en la semana que finalizó el 16 de mayo de 2009.
"You Belong With Me" se movió al número tres en la lista en la semana que finalizó el 15 de agosto del 2009, haciendo el esfuerzo de la canción en lista, superando a su sencillo anterior "Love Story", que llegó al número cuatro en enero del 2009. Seguido a las radios de música no country, la canción tuvo la mayor audiencia de radio desde la canción "Breathe" de Faith Hill en el 2000. La semana que siguió, llegó al número dos en el Billboard Hot 100 siendo bloqueado del primer puesto por I Gotta Feeling de The Black Eyed Peas.
"You Belong With Me" es una de las trece canciones de Fearless que se enlistó en la lista top 40 en el Billboard Hot 100, rompiendo el récord de la mayor entrada en el top 40 de su álbum. También llegó al número dos en Mainstream Top 40 (Pop Songs) y número uno en Hot Country Songs y Adult Contemporary. El sencillo fue certificado doble platino por RIAA por ventas de dos millones de copias. En Canadá, la canción entró en el número ochenta y cuatro y llegó al número tres.
"You Belong With Me" fue un éxito en Australia y Nueva Zelanda. En la semana que finalizó el 24 de mayo del 2009, la canción entró en el Australian Singles Chart en el número cincuenta. En la semana que finalizó el 5 de julio del 2009, la canción llegó a su máximo en Australian Singles Chart, en el número cinco, una posición que se mantuvo por tres semanas no consecutivas. "You Belong With Me" estuvo en el número ochenta y ocho al final de la década del Australian Singles Chart. Fue certificado doble platino por ARIA por ventas de 140 000 copias. En la semana que finalizó el 25 de mayo de 2009, la canción debutó en el número veintiocho en New Zealand Singles Chart y, después de dos semanas de ascender posiciones, llegó al número cinco. El sencillo fue certificado Oro por RIANZ por ventas excedidas en 7,500 copias. La canción debutó en el número noventa y nueve en la semana que finalizó el 18 de julio de 2009, en UK Singles Chart. Llegó a su máximo en la lista en el número treinta en la semana que finalizó el 26 de septiembre de 2009.
En Irlanda, llegó al número veinte y pasó un total de seis semanas en la lista. En Europa continental, llegó al número treinta y uno en Eurochart Hot 100 Singles, número once en Belgian Singles Chart y número treinta y dos en Danish Singles Chart. "You Belong With Me" experimentó resultados similares comerciales a través de Europa; se convirtió un éxito en el Top 40 en Bélgica y Top 50 en Suecia.

## Vídeo musical
«You Belong With Me» fue acompañado por un vídeo musical dirigido por Roman White, y es un tema de chica y chico de la puerta de al lado influenciado por la película de 1999, Drive Me Crazy. En el vídeo, Swift representa a la protagonista y a la antagonista (vídeo similar al de "Girlfriend" de Avril Lavigne), en que ella se describe como "la nerd, quién añora lejos por un chico que no puede tener" y "la chica popular". Swift describió a la chica popular como "horrible y espeluznante e intimidante y perfecta". Su interesado es el actor estadounidense Lucas Till; Swift conoció a Till en el set de Hannah Montana: The Movie en abril del 2008. Más tarde Swift le preguntó sí podía actuar en el vídeo, puesto que estaba intrigada con su "mirada fresca", que contiene al "chico soñado". En lo que respecta a su actuación en el vídeo, Swift dijo, "Él es absolutamente perfecto para el papel y es realmente divertido". De acuerdo con ella, en la trama del vídeo es "encantador"; también dijo que, "el vídeo entero, estoy sentada, deseando estar en la posición de la chica". De acuerdo con la conclusión del vídeo, White explicó que Swift pensó que sería un final feliz. Swift comentó, "Una de las mis cosas preferidas sobre éste vídeo es que no había una escena estándar. Este vídeo era básicamente una historia y la estoy narrando en el momento, básicamente narrando mientras todo está pasando a mí alrededor".
El vídeo fue grabado en dos días entre Gallatin, Tennessee y Hendersonville, Tennessee. En el primer día de filmación, Swift usó un doble para ambas Swift, como la protagonista y la antagonista, para aparecer en una sola toma. En una escena dónde ella aparece bailando, White sustituyó la rutina de Swift con no tener ritmo; ella dijo, "Era una de las cosas divertidas que tuve en mucho tiempo, volviéndome loca y haciendo movimientos tontos". En el segundo día, primero filmaron la escena del baile de graduación, y finalmente, el juego de fútbol, ambos siendo filmados en la secundaria Pope John Paul II. La escuela suministró muchos estudiantes como extras, incluyendo a los jugadores de fútbol, los miembros de la banda, porristas y estudiantes para la escena del baile. "Pones mucho esfuerzo en ello y se ve bien", dijo Swift sobre la filmación.
El vídeo comienza con Till discutiendo con su novia a través del teléfono celular. Tan pronto Swift, la protagonista, se da cuenta de esto, se comienzan a comunicar sosteniendo carteles a través de las ventanas de sus dormitorios. Till cierra las cortinas, y Swift sostiene un cartel que dice, "Te amo". Cuando se acerca el estribillo de la canción, Swift comienza a cantar y bailar enfrente del espejo, cambiando las prendas de vestir. Luego, Swift está sentada en un banco leyendo un libro. Till llega y los dos conversan. Luego, Swift, como la antagonista, llega en un auto convertible rojo y Till entra en él; Swift, como la antagonista, lo besa y da una mirada viciosa hacia la protagonista. De repente, ella es vista como porrista en un juego de fútbol mientras que la otra Swift está en las gradas, tocando con la banda. Después de anotar un punto, Till corre hacia su novia y la encuentra coqueteando con un compañero de equipo; mientras, Swift, como la protagonista, se queda mirando con asombro. De vuelta en las ventanas de sus habitaciones, se comunican de nuevo a través de señales, Till le pregunta a Swift, como la protagonista, sí iría al baile de graduación y ella respondió, "no, estoy estudiando". Poco después, Swift es vista entrando al baile en un vestido blanco, no luciendo como nerd, mientras que todos sus compañeros la miran con asombro. Cuando Till la mira, él camina hacia ella y Swift, como la antagonista, intenta impedirlo, pero él la ignora. Terminando el vídeo, Till y Swift revelan carteles diciendo "Te amo" y se besan.

### Recepción del vídeo

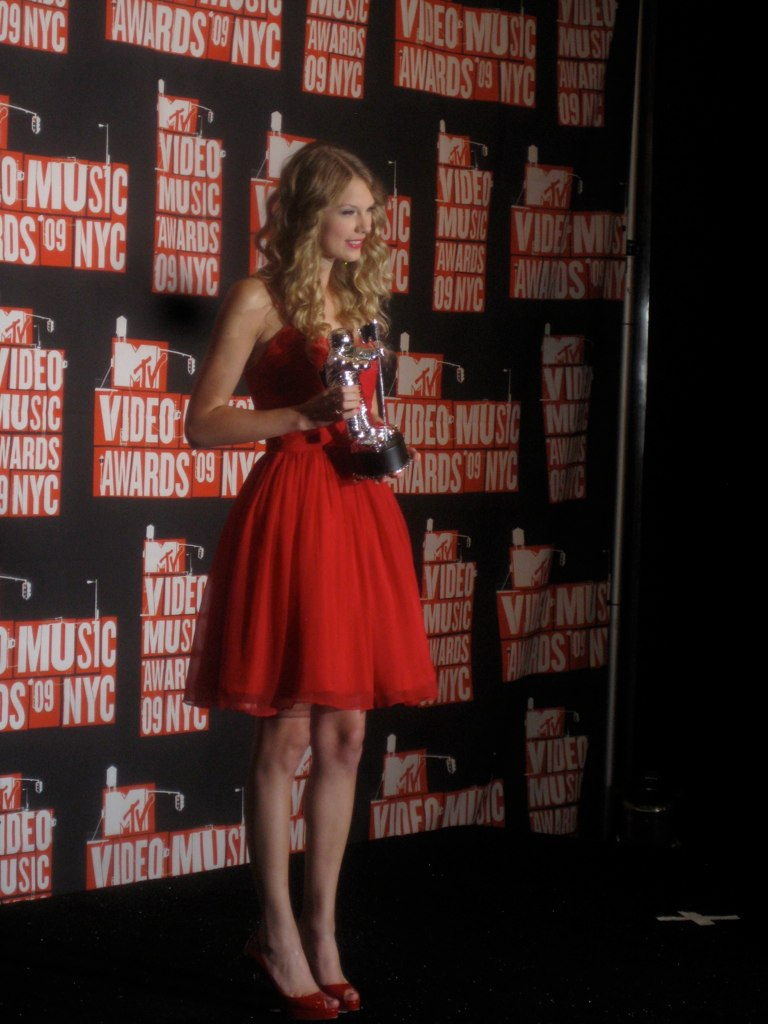
Taylor Swift en los premios MTV Video Music Awards en el año 2009.

El vídeo se estrenó el 2 de mayo de 2009 en CMT. Chris Ryan de MTV dijo, "'You Belong With Me' era un montón de películas de adolescentes, envueltos en un vídeo musical, dónde Taylor interpreta dos papeles (¡cuidado, Meryl Streep!)". See dooley de About.com creyó que Swift trabajó "doblemente difícil", haciendo de dos papeles. Un crítico de The St. Petersburg Times comparó los lentes que Swift llevó a los de Clark Kent. Michael Deacon de The Daily Telegraph sintió que el vídeo se adaptó con la canción, "en eso son igualmente cursi y aburrido".
En los MTV Video Music Awards del 2009, el vídeo ganó por Mejor Vídeo Femenino. Durante el discurso de Swift, el rapero Kayne West la interrumpió, tomando el micrófono y diciendo, "Taylor, estoy muy feliz por ti y te voy a dejar terminar, pero Beyoncé tuvo uno de los mejores vídeos de todos los tiempos", en relación por el vídeo de "Single Ladies (Put a Ring on It)". De acuerdo con Jayson Rodríguez de MTV News, Knowles "se veía desde la multitud aturdida". Más tarde, durante el discurso por ganar un premio por Vídeo del Año, Knowles dijo sobre su primera experiencia en ganar el premio con Destiny's Child y que tanto significaba para ella. Luego llamó a Swift desde detrás del escenario para completar su discurso. Numerosos críticos, celebridades, y fanes criticaron las acciones de West, incluyendo el presidente de los Estados Unidos, Barack Obama, quién llamó a West "un idiota". Al principio, West no hizo ningún esfuerzo en contactar a Swift, pero más tarde emitió una disculpa, que Swift aceptó. El vídeo estuvo nominado por Vídeo del Año en los premios de Academia de Música Country en la gala número 45. En los premios CMT Music Awards del 2010, el vídeo recibió nominaciones por "Vídeo del Año" y "Vídeo Femenino del Año", pero perdió contra "Cowboy Casanova" de Carrie Underwood y Miranda Lambert con "White Liar". El vídeo estuvo nominado para los premios MuchMusic Video Awards por Mejor Vídeo de Artista Internacional y Vídeo Internacional Favorito, pero perdió contra "Party in the U.S.A." por Miley Cyrus y "Whataya Want From Me" de Adam Lambert.

## Presentaciones en vivo

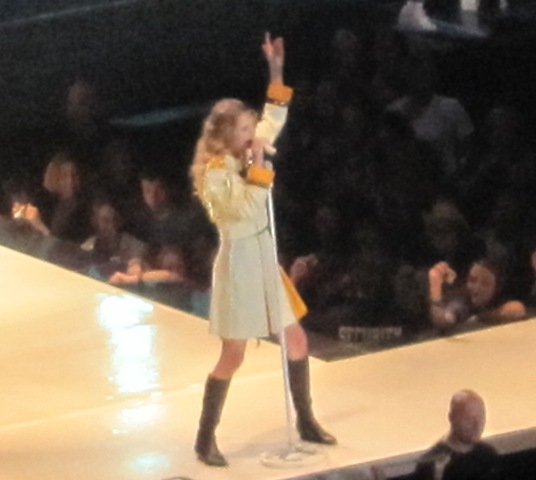
Taylor Swift cantando "You Belong With Me" durante su gira Fearless Tour en el 2009.

Swift presentó por primera vez "You Belong With Me" como un concierto gratuito el 29 de mayo del 2009, emitido por The Today Show. A raíz de la promoción de la canción, la presentó en Tonight with Jay leno, Studio 330 Sessions en CMA Music Festival en el 2009, en los premios CMT Music Awards en el 2009 y en el V Festival, en el verano del 2009. Swift la presentó en los MTV Video Music Awards el 13 de septiembre del 2009, el mismo día en que Kayne West interrumpió su discurso. Comenzó su presentación en una estación de tren, vestida en una gabardina marrón y gorro negro, y continuó por la estación, sacándose la gabardina y revelando un vestido de color cóctel rojo. Una vez que se acopló en la parada del metro, Swift completó su presentación arriba de un taxi amarillo. Swift luego presentó la canción en The View y Saturday Night Live. En el otoño del 2009 e invierno del 2009 yendo al 2010, Swift comenzó la promoción de "You Belong With Me" fuera de los Estados Unidos; presentó la canción en el canal de Reino Unido GMTV, el concierto de caridad Sydney Sound Relief, y el show japonés The Sukkiri Morning Show.
Swift presentó la canción el los Premios Grammy en la gala número 52. Vistiendo una blusa blanca y jeans negros, Swift presentó "Today Was a Fairytale" y luego anunció, "Es un cuento de hadas y un honor en compartir el escenario con Stevie Nicks". Luego, los dos presentaron un cover de Fleetwood Mac, "Rhiannon" (1976). Swift tomó luego una guitarra acústica para la tercera y última parte, saltando en una versión gangosa de "You Belong With Me". Nicks dio un paso atrás, tocando la pandereta y asintiendo con la cabeza, de vez en cuando caminando hasta el micrófono para cantar con Swift. Eric Ditzian de MTV News estuvo decepcionado con las harmonías de Swift y Nicks, pero dijo que los dos "hacían una atractiva pareja". La presentación siguió con una reacción en lo que respecta en cantar fuera de tono de Swift, que causó a Scott Borcehta, de Big Machine Records, en emitir una declaración en defensa de la actuación.
"You Belong With Me" es presentada como apertura en las fechas del 2009 y 2010 de la primera gira de Swift, Fearless Tour. Antes de que Swift o los bailarines entraran al escenario, un vídeo es reproducido en unas pantallas; mostrando a varias celebridades, incluyendo a Miley Cyrus, Demi Lovato, Faith Hill, Lucas Till y Swift, compartiendo sus definiciones de la palabra "fearless". Siguiendo a la finalización del vídeo, la banda y los bailarines aparecen, vestidos en uniformes de porristas amarillos. Swift, vestida en un uniforme blanco de banda de marcha, emerge desde el fondo del escenario y comienza a cantar. Swift vaga por el escenario cantando y los bailarines presentan rutinas de porristas mientras pasan proyecciones de porristas en el escenario. A medida que va pasando la presentación, los bailarines sacan el uniforme de banda de Swift revelando un vestido brillante; luego le pasan una guitarra acústica y acaba la actuación. Craig Rosen de The Hollywood Reporter dijo que la presentación de Swift de "You Belong With Me" junto con la presentación de "Should've Said No" en el concierto del 22 de mayo del 2009 en Los Ángeles, California en el centro Staples hizo el show un éxito.

## Versiones de la canción
Kidz Bop Kids grabó "You Belong With Me" para su sencillo digital en octubre del 2009, que fue incluido en la canción número diecisiete de Kidz Bop.
En noviembre del 2009, el cantante estadounidense Butch Walker hizo un cover de la canción, para su lanzamiento de sencillo digital. James Christopher Monger de Allmusic dijo que la versión se infundió "con la misma alegría y letras que llenaron las entregas anteriores". Bill Lamb de About.com describió la composición como "un sonido folk casi honky-tonk" y "un poco más country del original de Swift". De acuerdo con Mikael Wood de Billboard, la instrumentación de la versión está llena de banjo; dijo que era un "éxito en internet". Jonathan Keefe de la revista Slant describió los arreglos de la canción como "fantásticos" y, para él, "hizo hincapié en la genial melodía y estructura que son los puntos de vender". Después de oír la versión de Walker, Swift posteó por su cuenta de Twitter, "¡Estoy perdiendo la cabeza escuchándolo! Me impresionó".
Band Hero para consolas presenta "You Belong With Me" como una de las sesenta y cinco canciones. Selena Gomez & the Scene también hicieron una versión de la canción en un concierto en Indianápolis.

## Lista de canciones
| - US Descarga Digital 1. "You Belong with Me" (Versión álbum) – 3:52 - 2-Canción CD Sencillo 1. "You Belong with Me" (Versión álbum) – 3:52 2. "Love Story" (Stripped) – 3:54 - AUS / EU Promo Sencillo 1. "You Belong with Me" (Radio Mix) – 3:54 | - 2-Canción CD Sencillo 2 1. "You Belong with Me" (Versión álbum) – 3:52 2. "You Belong with Me" (Radio Mix) – 3:54 - US Digital Pop Descarga 1. "You Belong with Me" (Pop Mix) – 3:47 |

## Listas
| Lista (2008-2009)                            | Posición máxima |
| -------------------------------------------- | --------------- |
| Argentina Top 100                            | 12              |
| Los 100 + pedidos del 2009                   | 7               |
| Australian ARIA Singles Chart                | 1               |
| Brasil Hot 100                               | 7               |
| Canadian Adult Contemporary Singles          | 1               |
| Canadian Radio & Records Country Singles     | 1               |
| Canadian Hot 100                             | 1               |
| Irish Singles Chart                          | 3               |
| Japan Hot 100                                | 5               |
| México Hot 100                               | 1               |
| New Zealand Singles Chart                    | 1               |
| UK Singles Chart                             | 2               |
| U.S. Billboard Hot 100                       | 2               |
| U.S. Billboard Hot Adult Contemporary Tracks | 1               |
| U.S. Billboard Hot Adult Top 40 Tracks       | 1               |
| U.S. Billboard Hot Country Songs             | 1               |
| U.S. Billboard Pop Songs                     | 1               |

### Listas en fin de año
| Lista (2009)                                    | Posición |
| ----------------------------------------------- | -------- |
| Australia (ARIA)                                | 17       |
| Canadá (Canadian Hot 100)                       | 14       |
| Nueva Zelanda (New Zealand Singles Chart)       | 25       |
| Reino Unido Sencillos (Official Charts Company) | 177      |
| US Billboard Hot 100                            | 11       |

### Listas de fin de década
| Lista (2000s)            | Posición |
| ------------------------ | -------- |
| Australian Singles Chart | 88       |

### Certificaciones
| País           | Certificación (ventas) |
| -------------- | ---------------------- |
| Australia      | 2× Platino             |
| Nueva Zelanda  | Platino                |
| Estados Unidos | 2× Platino             |